# Curița
Curița – wieś w Rumunii, w okręgu Bacău, w gminie Cașin. W 2011 roku liczyła 725 mieszkańców.